# Tortal
Tortal är en dal i Österrike.   Den ligger i förbundslandet Tyrolen, i den västra delen av landet, 400 km väster om huvudstaden Wien.
I omgivningarna runt Tortal växer i huvudsak blandskog. Runt Tortal är det ganska glesbefolkat, med 42 invånare per kvadratkilometer.